# Trandafirul roșu din Cairo
Trandafirul roșu din Cairo (în engleză The Purple Rose of Cairo) este un film american de gen comedie-dramă din 1985, regizat de Woody Allen după propriul scenariu. Inspirat de filmele Sherlock, Jr. și Hellzapoppin' și din piesa Șase personaje în căutarea unui autor a lui Pirandello, el este povestea unui personaj de film care părăsește un film ficțional cu același nume și intră în lumea reală.

## Rezumat
Acțiunea filmului se petrece în New Jersey în timpul Marii Crize. Filmul relatează povestea Ceciliei (Mia Farrow), o chelneriță stângace care merge să vadă filme pentru a scăpa de viața ei sumbră și lipsită de iubire, precum și de căsătoria sa nereușită cu Monk (Danny Aiello), pe care ea a încercat să-l părăsească în numeroase ocazii.
Ultimul film pe care l-a văzut Cecilia este un film fictiv realizat de RKO Radio Pictures, Trandafirul roșu din Cairo. Este povestea unui dramaturg bogat din Manhattan (Edward Herrmann), care merge într-o vacanță exotică în Egipt, însoțit de Jason (John Wood) și Rita (Deborah Rush). În timp ce se aflau în Egipt, cei trei îl întâlnesc pe arheologul Tom Baxter (Jeff Daniels). Tom este adus înapoi pentru un "week-end nebun la Manhattan", unde se îndrăgostește de Kitty Haynes (Karen Akers), o cântăreață de la clubul de noapte Copacabana. 
După ce Cecilia vede filmul de mai multe ori, Tom, observând-o, sparge al patrulea zid și iese din ecran alb-negru în lumea reală în culori de pe cealaltă parte a ecranului de cinema. El îi spune Ceciliei că este atras de ea după ce a văzut-o uitându-se la el de atât de multe ori și ea îl plimbă prin New York. Mai târziu, el o ia în film și au parte de o seară mare în oraș în cadrul filmului. Cei doi se îndrăgostesc. Dar dezertarea personajului din film a cauzat unele probleme. În alte copii ale filmului, alți interpreți au încercat și ei să iasă de pe ecran. Producătorul filmului, aflând că Tom a plecat din film, ia avionul către New Jersey, împreună cu actorul Gil Shepherd (interpretat tot de Jeff Daniels). Aceasta duce la un triunghi amoros neobișnuit în care sunt implicați Tom, Gil și Cecilia. Cecilia trebuie să aleagă între ei și ea decide să aleagă persoana reală Gil și nu personajul imaginar Tom. Ea renunță la șansa de a reveni cu Tom în lumea lui, alegând să rămână cu Gil și să aibă o viață "reală". Cecilia se desparte de soțul ei.
Dar, declarațiile de iubire ale lui Gil pentru Cecilia au fost false; el i-a spus că o iubește doar pentru a-l face pe Tom să revină în film și a-și salva astfel cariera lui de la Hollywood. Gil o abandonează pe Cecilia și este văzut în avionul care-l duce înapoi la Hollywood, chinuit de vină. Rămasă fără iubit, loc de muncă sau casă, Cecilia termină prin a se cufunda încă o dată în imaginarul spumos de la Hollywood, stând la cinematograf și urmărindu-i pe Fred Astaire și Ginger Rogers dansând "obraz la obraz" în filmul Top Hat, uitând de situația ei dezastruoasă și pierzându-se în film.

## Distribuție
- Mia Farrow – Cecilia
- Jeff Daniels – Tom Baxter/Gil Shepherd
- Danny Aiello – Monk
- Edward Herrmann – Henry
- John Wood – Jason
- Deborah Rush – Rita
- Zoe Caldwell – contesa
- Van Johnson – Larry Wilde
- Karen Akers – Kitty Haynes
- Milo O'Shea – părintele Donnelly
- Dianne Wiest – Emma

Notă: Michael Keaton a fost ales inițial pentru rolul Tom Baxter/Gil Shepherd deoarece Allen era un fan al activității sale. Allen simțit că Keaton, care acceptase o reducere a salariului pentru a lucra cu regizorul, era prea contemporan și greu de acceptat pentru un rol dintr-un film vechi. Cei doi s-au despărțit pe cale amiabilă, după 10 de zile de filmare și Daniels l-a înlocuit pe Keaton în rol.

## Locații de filmare
Un număr de scene în care apar Tom și Cecilia au fost filmate la Parcul de distracție din insula Bertrand, care s-a închis chiar înainte de producția filmului. El a fost filmat și la Raritan Diner din South Amboy, New Jersey.

## Opinia lui Allen
Într-o apariție publică rară la National Film Theatre în 2001, Allen a listat Trandafirul roșu din Cairo ca fiind unul dintre puținele filme ale sale, care s-a dovedit a fi "destul de aproape de ceea ce am vrut să fac" atunci când a scris scenariul. Allen provided more detail about the film's origins in a comment he made a year earlier, during a press junket for Small Time Crooks:
| “ | Trandafirul roșu a fost un film pentru care eu m-am încuiat într-o cameră [pentru a scrie].... Am scris [scenariul] și de la jumătate nu ducea nicăieri, așa că l-am pus deoparte. Nu știam ce să fac. M-am jucat cu alte idei. Doar atunci când mi-a venit ideea, după o lungă perioadă de timp, că actorul real vine în oraș și ea trebuie să aleagă între actorul [de pe ecran] și actorul real și ea îl alege pe actorul real și el o înșală, a fost timpul să devină un film real. Înainte de asta nu a fost. Dar întregul lucru a fost fabricat. | ” |

## Box office
Trandafirul roșu din Cairo a avut premiera în America de Nord la 1 martie 1985 în trei cinematografe, unde a avut încasări excepționale de 114.095 $ (38.031 $ pe cinematograf) în weekend-ul de deschidere. Încasările au crescut apoi, ajungând la un total de 10.631.333 $ în linie cu majoritatea filmelor lui Woody Allen din acea perioadă.

## Premii
Filmul a obținut Premiul BAFTA pentru cel mai bun film și Premiul César pentru cel mai bun film străin. Scenariul lui Allen a fost nominalizat pentru mai multe premii importante, inclusiv un Oscar, Premiu BAFTA și Premiul Writers Guild of America. El a fost inclus în topul "ALL-TIME 100 best films" al revistei Time. Filmul a câștigat Premiul FIPRESCI Prize la Festivalul de Film de la Cannes din 1985.
Listele American Film Institute
- AFI's 100 Years...100 Laughs - nominalizat[7]
- AFI's 100 Years...100 Passions - nominalizat[8]
- AFI's 10 Top 10 - nominalizat ca film de fantezie[9]